# تودویست
تودویست (به انگلیسی: Todoist) یک ابزار آنلاین مدیریت پروژه برای بهره‌وری فردی و شغلی است. این ابزار به کاربران امکان می‌دهد از طریق تلفن هوشمند، تبلت یا رایانه به مدیریت کارهای مختلف خود بپردازند. این اپلیکیشن دارای یک نسخه رایگان اولیه است و قابلیت‌های اضافه نیز در نسخه پولی آن در دسترس کاربران قرار می‌گیرد. تودویست در سال ۲۰۰۷ میلادی توسط استارتاپ دویست (به انگلیسی: Doist) تأسیس شد. این ابزار در ژوئن ۲۰۱۴ بیش از ۲ میلیون کاربر داشت.

Todoist برای مدیریت کارهای فردی منساب است، اما نمی توان از آن برای مدیریت کارهای یک شرکت استفاده کرد.
توجه داشته باشید که Todoist می تواند برای گروه های کوچک هم مناسب باشد.